# 仏生寺 (真岡市)
仏生寺（ぶっしょうじ）は、栃木県真岡市にある真言宗豊山派の寺院。

## 歴史
806年（大同元年）、勝道によって開山された。勝道は日光山を開山したことで知られている。この勝道の生誕地に寺を創建したのが、当寺の由来である。
当寺の本尊は薬師如来で、勝道本人によって彫られたものである。現在、秘仏である。また当寺は十二神将像を所蔵しているが、栃木県では他に鹿沼市の医王寺にしかなく、珍しいものである。

## 文化財
- 木造薬師如来坐像（栃木県指定有形文化財 昭和41年2月8日指定）[2]
- 金銅勢至菩薩立像（栃木県指定有形文化財 昭和41年2月8日指定）[3]
- 木造十二神将立像（栃木県指定有形文化財 平成17年1月25日指定）[4]
- 日光開山勝道上人誕生地（栃木県指定史跡 昭和32年6月30日指定）[5]
- 仏生寺のけやき（栃木県指定天然記念物 昭和34年11月27日指定）[6]

## 交通アクセス
- 真岡ICより車21分。